# Thẻ tín dụng
Thẻ tín dụng là loại thẻ thường dùng để thanh toán tại các đơn vị chấp nhận thanh toán thẻ như siêu thị, cửa hàng tiện lợi, các trang thương mại điện tử thay thế cho việc thanh toán bằng tiền mặt. Để được cấp thẻ tín dụng thì cá nhân hay doanh nghiệp đăng kí phát hành thẻ phải có uy tín với ngân hàng hay tổ chức tín dụng. Khi thanh toán bằng thẻ tín dụng, Ngân hàng sẽ ứng trước tiền cho người bán và Chủ thẻ sẽ thanh toán lại sau cho ngân hàng khoản giao dịch. Thẻ tín dụng cho phép khách hàng "trả dần" số tiền thanh toán trong tài khoản. Chủ thẻ không phải thanh toán toàn bộ số dư trên bảng sao kê giao dịch hằng tháng. Tuy nhiên, Chủ thẻ phải trả khoản thanh toán tối thiểu trước ngày đáo hạn đã ghi rõ trên bảng sao kê. Thẻ tín dụng khác với thẻ ghi nợ vì tiền không bị trừ trực tiếp vào tài khoản tiền gửi của chủ thẻ ngay sau mỗi lần mua hàng hoặc rút tiền mặt.
Thẻ tín dụng được phát hành sau khi nhà cung cấp dịch vụ tín dụng duyệt chấp thuận tài khoản thẻ, sau đó chủ thẻ có thể sử dụng nó để mua sắm tại các điểm bán hàng chấp nhận loại thẻ. Khi mua sắm, người dùng thẻ cam kết sẽ trả tiền cho nhà phát hành thẻ. Chủ thẻ thể hiện cam kết này bằng cách ký tên lên hóa đơn có ghi chi tiết của thẻ cùng với số tiền, hoặc bằng cách nhập một mật mã cá nhân (PIN). Ngoài ra nhiều điểm bán hàng cũng chấp nhận cách thức xác minh qua điện thoại hoặc xác minh qua internet cho những giao dịch được gọi là giao dịch vắng thẻ hoặc vắng chủ thẻ (CNP - Card/Cardholder Not Present). Chủ thẻ cũng có thể rút tiền mặt từ tài khoản thẻ tín dụng (tiền mặt ứng trước) nếu muốn. Tiêu tiền trong thẻ tín dụng là tiêu khoản tiền đi vay, không phải tiền do bạn đang sở hữu
Người ta sử dụng nhiều hệ thống điện tử để xác minh trong vòng vài giây tính hợp lệ của thẻ cũng như kiểm tra xem hạn mức tín dụng của thẻ còn đủ chi trả cho lần mua sắm đó không. Việc xác minh được thực hiện bằng một đầu đọc thẻ (POS - Point of Sale) kết nối vào ngân hàng thu nhận (acquiring bank) của người bán hàng. Đầu đọc đọc dữ liệu của thẻ từ dải từ tính hoặc từ bản vi mạch trên thẻ. Loại thẻ mới sử dụng bản vi mạch thường được gọi là thẻ "chip" hoặc thẻ EMV. Các nhà bán hàng trực tuyến thường sử dụng một các thức khác để xác minh tài khoản thẻ, trong đó chủ thẻ thường phải cung cấp thêm thông tin như mã số an ninh in ở mặt sau thẻ, địa chỉ chủ thẻ hoặc mật khẩu định trước.
Hàng tháng, chủ thẻ nhận được một bảng kê trong đó thể hiện các giao dịch thực hiện bằng thẻ, các khoản phí và tổng số tiền nợ. Sau khi nhận bảng kê, chủ thẻ có quyền khiếu nại bác bỏ một số giao dịch mà anh/chị ta cho là không đúng. Nếu không khiếu nại gì, trước ngày đến hạn, chủ thẻ phải trả một phần tối thiểu định trước, hoặc nhiều hơn, hoặc trả hết món nợ. Nhà cung cấp dịch vụ tín dụng sẽ tính lãi trên phần còn nợ (thường là với lãi suất cao hơn lãi suất của hầu hết những hình thức vay nợ khác). Nhiều tổ chức tài chính có thể sắp xếp việc trả nợ tự động, cắt tiền từ tài khoản ngân hàng của chủ thẻ (nếu có đủ tiền) để tránh trễ hạn trả nợ.

## Hình thức thẻ
Hầu hết các thẻ tín dụng được phát hành bởi các ngân hàng địa phương hay các tổ chức tín dụng. Thẻ tín dụng ban đầu chỉ được làm bằng giấy cứng, có nhiều hình thức, kích cỡ khác nhau tùy theo ngân hàng hoặc tổ chức tín dụng phát hành ra nó. Cách thức sử dụng thẻ cũng chỉ giới hạn trong khu vực hẹp, nơi mà người ta có thể nhận dạng trực tiếp các chủ thẻ. Do sự tiến bộ của khoa học, cùng với sự phát triển của nhu cầu sử dụng, thẻ tín dụng ngày nay đều dùng chất liệu nhựa polyme, thống nhất có cùng hình dạng và kích thước theo tiêu chuẩn ISO 7810.